# Schloss Inkofen (Haag an der Amper)

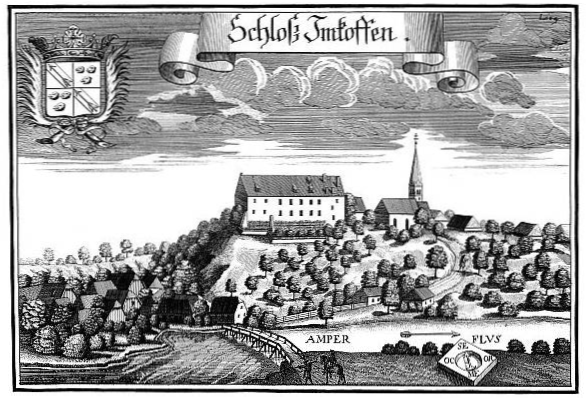
Kupferstich von Schloss Inkofen von Michael Wening um 1700

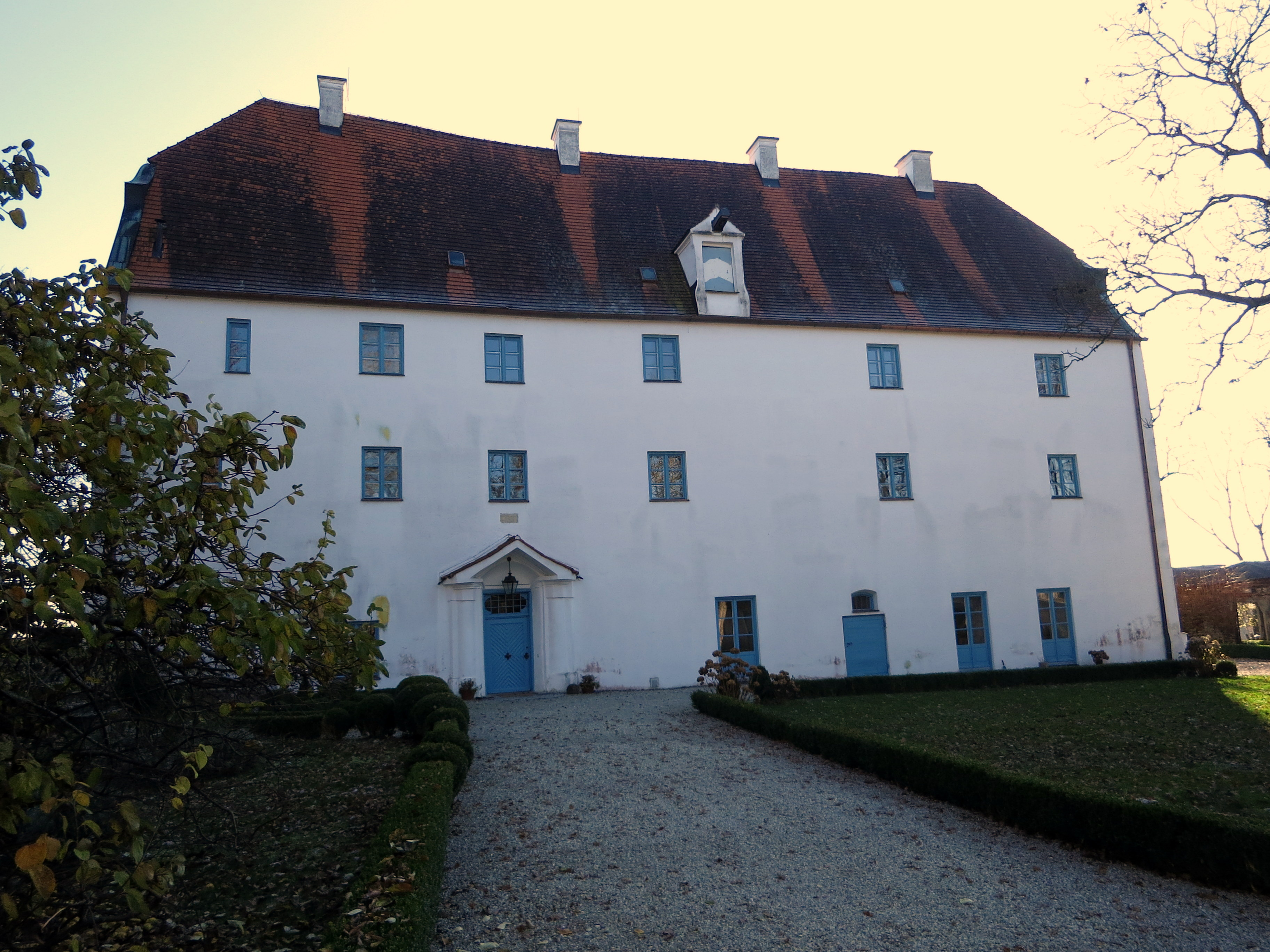
Schloss Inkofen heute

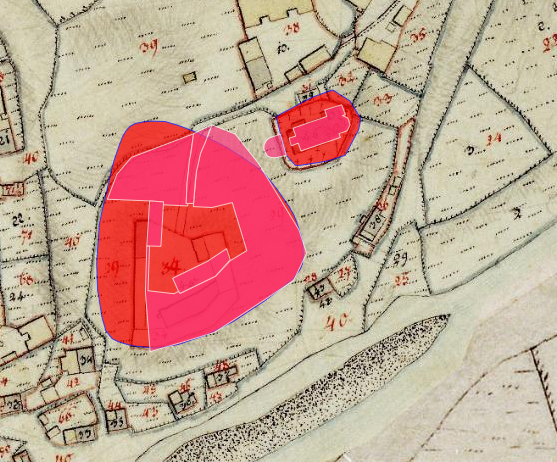
Lageplan von Schloss Inkofen (Haag an der Amper) auf dem Urkataster von Bayern

Schloss Inkofen ist ein Schloss in Inkofen bei Haag an der Amper im Landkreis Freising. Das Schloss liegt unmittelbar westlich der Filialkirche St. Michael in Inkofen.

## Geschichte
In der Zeit von 1123 bis 1130 wurde der Ort erstmals als Innenchoven genannt. 1329 wurde der Landgerichtssitz vom Schloss Inkofen nach Moosburg an der Isar verlegt. Von 1395 bis 1447 war Inkofen nochmals dauernder Gerichtssitz. 1448 kauften die Pullinger die nicht herzoglichen Güter als Hofmark an. In der Folgezeit wechselt der Besitz des Öfteren. Ortsherren waren 1484–1506 die Magensrether, 1506–1554 die Greiße, 1554–1641 die Reindorfer, 1641–1762 die Schrenck von Notzing, 1762–1785 die Schreckleeb und seit 1785 die Grafen Basselet von La Rosée, denen das Schloss bis heute gehört. Die Hofmark wurde um 1819 in ein Patrimonialgericht umgewandelt. 1848 wurde die adelige Gerichtsbarkeit aufgelöst.

## Baubeschreibung
Der schlichte dreigeschossige Bau mit Halbwalmdach liegt am Steilhang der Amper. Er wurde in der zweiten Hälfte des 16. Jahrhunderts erbaut. Das Schloss befindet sich im Besitz der Grafen La Rosée. Das Grab des bayerischen Generalfeldmarschall-Leutnants und Hofkriegsratsdirektors Johann Kaspar Basselet von La Rosée liegt in der Gruftkapelle der Familie im Schloss Inkofen.
Die Anlage ist unter der Aktennummer D-1-78-129-17 als denkmalgeschütztes Baudenkmal von Inkofen verzeichnet. Ebenso wird sie als Bodendenkmal unter der Aktennummer D-1-7537-0327 im Bayernatlas als „untertägige mittelalterliche und frühneuzeitliche Befunde im Bereich von Schloss Inkofen“ geführt.